# Pantan Sinaku
Pantan Sinaku is een bestuurslaag in het regentschap Bener Meriah van de provincie Atjeh, Indonesië. Pantan Sinaku telt 159 inwoners (volkstelling 2010).